# Тёмный крылатый орляк
Тёмный крылатый орляк (лат. Pteromylaeus bovinus) — вид хрящевых рыб рода крылатых орляков семейства орляковых скатов отряда хвостоколообразных надотряда скатов. Они обитают в тропических водах восточно-центральной и юго-восточной части Тихого океана. Встречаются на глубине до 50 м. Максимальная зарегистрированная ширина диска 79 см. Грудные плавники этих скатов срастаются с головой, образуя ромбовидный диск, ширина которого превосходит длину. Характерная форма плоского рыла напоминает утиный нос. Тонкий хвост намного длиннее диска. На хвосте имеется ядовитый шип. Окраска дорсальной поверхности диска красновато-коричневого или серого цвета с 8—10 узкими поперечными белыми полосами, переходящими в точки.
Подобно прочим хвостоколообразным тёмные крылатые орляки размножаются яйцеживорождением. Эмбрионы развиваются в утробе матери, питаясь желтком и гистотрофом. Эти скаты не представляют интереса для целевого коммерческого промысла, попадаются качестве прилова.

## Таксономия и филогенез
Впервые вид был научно описан в 1817 году. Видовое название происходит от слов лат. asper — «грубый», «неровный», «зазубренный» и лат. rima — «трещина».

## Ареал и места обитания
Тёмные крылатые орляки обитают в восточно-центральной и юго-восточной части Тихого океана от побережья Панамы до Галапагосских островов. Эти прибрежных водах на глубине до 50 м. Эти прекрасные пловцы способны преодолевать большие расстояния.

## Описание
Грудные плавники этих скатов срастаются с головой, образуя ромбовидный плоский диск, ширина которого почти в 2 раза превышает длину, края плавников имеют форму заострённых («крыльев»). Характерная форма треугольного плоского рыла, образованного сросшимися передними краями грудных плавников, напоминает утиный нос. Крупная закруглённая голова сильно выступает за края диска. Кнутовидный хвост в 3 раза длиннее диска. Позади глаз расположены брызгальца, в 2 раза превосходящие их по размеру. Брызгальца видны при взгляде сверху. На вентральной поверхности диска имеются 5 пар жаберных щелей, рот и ноздри. Зубы образуют плоскую трущую поверхность, состоящую из 7 рядов на каждой челюсти. Маленький спинной плавник, основание которого в 2 раза длиннее высоты, расположен позади основания брюшных плавников. Позади спинного плавника на хвосте имеется ядовитый шип. Дорсальная поверхность диска красновато-коричневого или серого цвета с узкими поперечными белыми полосами, переходящими в точки. Максимальная зарегистрированная ширина диска 79 см.

## Биология
Подобно прочим хвостоколообразным тёмные крылатые орляки относятся к яйцеживородящим рыбам. Эмбрионы развиваются в утробе матери, питаясь желтком и гистотрофом.

## Взаимодействие с человеком
Тёмные крылатые орляки не являются объектом целевого лова, однако, может попадаться в качестве прилова. В ареале ведётся интенсивный промысел. Часть ареала расположена на территории Галапагосского морского заповедника, занимающего с 1986 года 133 000 км. Данных для оценки Международным союзом охраны природы охранного статуса вида недостаточно.